# Homidiana evenus
Homidiana evenus är en fjärilsart som beskrevs av Jean Baptiste Boisduval 1849. Homidiana evenus ingår i släktet Homidiana och familjen Sematuridae. Inga underarter finns listade i Catalogue of Life.